# Nothotrichocera johnsi
Nothotrichocera johnsi är en tvåvingeart som beskrevs av Krzeminska 2006. Nothotrichocera johnsi ingår i släktet Nothotrichocera och familjen vintermyggor. Inga underarter finns listade i Catalogue of Life.